# Hell's Heroes
Hell's Heroes is een Amerikaanse western uit 1930 onder regie van William Wyler.

## Verhaal
Drie vogelvrijverklaarden beroven een bank. Tijdens hun vlucht redden ze een zwangere vrouw. Als ze haar helpen bij de bevalling, maakt ze de bandieten tot peten van haar kind.

## Rolverdeling
| Acteur           | Personage         |
| ---------------- | ----------------- |
| Charles Bickford | Bob Sangster      |
| Raymond Hatton   | Tom Gibbons       |
| Fred Kohler      | Wild Bill Kearney |
| Fritzi Ridgeway  | Mevrouw Edwards   |
| Joe De La Cruz   | José              |
| Walter James     | Sheriff           |
| Maria Alba       | Carmelita         |
| Buck Connors     | Parson Jones      |